# Oskar Rantala
Kustaa Oskar Rantala, född 1869 i Tyrvis, död hösten 1918 i Petrograd, var under finska inbördeskriget befälhavare för tredje regementet i Helsingfors röda garde, och även befälhavare vid östra fronten. Senare under slutfasen av kriget, ledde han stadsförsvaret i slaget om Viborg med Edvard Gylling.
Rantala var snickare till yrket. Han gjorde sin militärtjänst i Storfurstendömet Finlands armé och tjänade som soldat i Finska gardet. Han ska där uppnått någon rang som underofficer, som han senare förlorade. Han var regementschef och ledamot i det första röda gardet i Helsingfors, grundat 1905. Han deltog i Sveaborgsrevolten 1906, under vilken han skadades i arm och mage. Rantala dömdes för uppror i augusti 1907 till fyra års tukthus. Efter frigivningen arbetade han för Helsingfors arbetarförening. Han var troligtvis en nyckelfigur när den nya arbetarordningsvakten inrättades i Helsingfors i maj 1917, men han valdes inte till ordförande vid den tiden eftersom den socialdemokratiska SDP-ledningen ville ha en mer måttfull person på posten. I november 1917 tjänade Rantala i ett par veckor som chef för Helsingforsordningsvakten, men ersattes under generalstrejken av Ilmari Manninen, vilken snart följdes av Kustaa Salminen. 
Efter inbördeskrigets utbrott gjordes Rantala till befälhavare för tredje regementet i Helsingfors röda garde. Under kriget deltog regementet i striderna på karelska fronten i Joutseno. I början av mars 1918 blev Rantala chef för Helsingfors högkvarter för karelska fronten, som etablerats i Viborg, och den 12 mars överfördes han till Viborgs distrikts högkvarter och snart blev befälhavare för hela östra fronten. Den erfarne Rantala var ett hopp om frälsning efter hans mer oförmögna företrädare. Han skaffade sig fler män i Helsingfors och beslutade att koncentrera sina styrkor på Sankt Andreefronten. Enligt en rapport från den vita arméns underrättelseavdelning påstås Rantala varit medlem i den röda revolutionsdomstolen under inbördeskriget. Efter att Viborg belägrats i krigsslutet erbjöds Rantala möjligheten att fly från staden med folkdelegationen, men han valde att förbli ansvarig för stadens försvar. Natten den 29 april ledde han det röda utbrytningsförsöket, vilket de vita stoppade i Tienhaara, väster om Viborg. Han lyckades fly med båt i sista minuten till Trångsund och därifrån till Sovjetryssland. 
Rantala sköts enligt uppgift i Petrograd under hösten 1918 på anklagelser om matspekulation.

### Fotnoter
1. ↑  Oikeudenkäynti osanotosta Viaporin kapinaan syytettyjä suomalaisia vastaan. Sosialisti 3.10.1906, s. 2. Kansalliskirjaston digitaaliset aineistot. Viitattu 6.9.2018.
2. ↑  ”Sisällissodan tapahtumia 1: sodan alkuvaiheet, Pala Suomen historiaa”. Arkiverad från originalet den 23 februari 2014. https://web.archive.org/web/20140223192919/http://www.palasuomenhistoriaa.net/?Suomen_historian_k%E4%E4nnekohtia:Sis%E4llissota_1918_ja_Suomen_armeijan_synty:Sis%E4llissodan_tapahtumia_1%3A_sodan_alkuvaiheet. Läst 21 november 2019.
3. ↑  Valkoisten voitto varmistui lopullisesti Arkiverad 2 maj 2016 hämtat från the Wayback Machine. Suomi 80. Viitattu 16.6.2015.
4. 1 2 3  Tuomas Hoppu: ”Helsingin punakaarti – johto ja organisaatio”, s. 170–172, 175, 183–184, 187, 189–190 teoksessa Nieminen 2015.
5. ↑  Viaporin jutun päätös Työmies 31.8.1907, s. 3. Kansalliskirjaston digitaaliset aineistot. Viitattu 6.9.2018.
6. ↑  Tuomas Hoppu: ”Helsingin punakaartit rintamilla”, s. 205 teoksessa Nieminen 2015.
7. ↑  Aapo Roselius: ””Tule pijan pois sieltä kualemasta” – helsinkiläisiä punakaartilaisia sisällissodan Karjalassa”, s. 212, 220–223, 234 teoksessa Nieminen 2015.
8. ↑  Esikunnan tiedusteluosaston Luettelo B Arkiverad 24 september 2015 hämtat från the Wayback Machine. Suomen Sukututkimusseura. Viitattu 16.6.2015.